# Frost (Familienname)
Frost ist ein Familienname.

## Namensträger

### A
- Adam Frost (* 1978), kanadischer Schauspieler
- Alex Frost (* 1987), US-amerikanischer Schauspieler
- Andrew Frost (* 1981), britischer Hammerwerfer
- Andrew H. Frost (1819–1907), britischer Missionar und Mathematiker, Entdecker eines perfekten magischen Würfels
- Anna Frost (* 1981), neuseeländische Trail- und Ultraläuferin
- Annemarie Gottfried-Frost (1924–2022), deutsche bildende Künstlerin und Kulturschaffende
- Arthur Atwater Frost (1909–2002), US-amerikanischer Chemiker
- Arthur Burdett Frost (1851–1928), US-amerikanischer Illustrator

### B
- Barrie Frost (1939–2018), neuseeländisch-kanadischer Psychologe und Neurowissenschaftler
- Ben Frost (* 1980), australisch-isländischer Musiker und Filmkomponist
- Ben Glassberg-Frost (* 1994), britischer Dirigent, siehe Ben Glassberg
- Bernard Frost (* 1966), barbadischer Tennisspieler

### C
- Charles Frost (Naturforscher) (um 1853–1915), australischer Zoologe
- Charles Frost (Politiker) (1882–1964), australischer Politiker
- Charles Christopher Frost (1805–1880), US-amerikanischer Botaniker und Pilzkundler
- Constance Frost (1962–1920), neuseeländische Ärztin, Bakteriologin und Pathologin
- Cora Frost (* 1963), deutsche Entertainerin

### D
- Dan Frost (* 1961), dänischer Radsportler
- Daniel E. Frost (1819–1864), US-amerikanischer Journalist und Politiker
- Daniel J. Frost (* 1970), britischer Geowissenschaftler
- Daniel Marsh Frost (1823–1900), US-amerikanischer Brigadegeneral im Sezessionskrieg
- Darrel R. Frost (* 1951), US-amerikanischer Herpetologe und Systematiker
- David Frost (Fernsehmoderator) (1939–2013), englischer Fernsehmoderator, Produzent und Drehbuchautor
- David Frost (Golfspieler) (* 1959), südafrikanischer Golfspieler
- David Frost (Diplomat) (* 1965), britischer Diplomat
- David Frost (Kanute) (* 1965), kanadischer Kanute
- David Frost (Musikproduzent), US-amerikanischer Musikproduzent und Pianist

### E
- Ebenezer Hopkins Frost (1824–1866), US-amerikanischer Cellist und Patient von William Thomas Green Morton
- Edwin Brant Frost (1866–1935), US-amerikanischer Astronom
- Emil Frost (1920–2003), deutscher Politiker (SED), Oberbürgermeister von Stralsund
- Erich Frost (1900–1987), deutscher Musiker und Verlagsdirektor

### F
- Frank Frost (Fußballspieler), US-amerikanischer Fußballspieler
- Frank Frost (Musiker) (1936–1999), US-amerikanischer Delta-Blues-Mundharmonikaspieler
- Frank J. Frost (* 1929), US-amerikanischer Wissenschaftler der antiken griechischen Geschichte, Archäologe, Politiker und Schriftsteller

### G
- George Frost (Politiker) (1720–1796), US-amerikanischer Politiker
- George Frost (Maler) (um 1745–1821), britischer Maler
- George Albert Frost (1843–1907), US-amerikanischer Maler
- Gerhard Frost (1920–1988), deutscher Politiker (SED)
- Gregory Frost (* 1951), US-amerikanischer Schriftsteller

### H
- Hans Frost (1904–1975), deutscher Maler, Grafiker und Illustrator
- Harold Frost (1921–2004), US-amerikanischer Orthopäde und Chirurg
- Harvey Frost, britischer Regisseur, Autor und Filmproduzent
- Herbert Frost (1921–1998), deutscher Rechtswissenschaftler, Kirchenrechtler und Hochschullehrer
- Honor Frost (1917–2010), britische Taucherin und Archäologin
- Horst Frost (1925–2008), deutscher Politiker (SED), MdL

### J
- Jack Frost, ein Pseudonym von Bob Dylan (* 1941), US-amerikanischer Musiker und Lyriker
- Jeaniene Frost (* 1974), Autorin von Fantasy-Romanen
- Jenny Frost (* 1978), britische Sängerin und Moderatorin
- Jetta Frost (* 1968), deutsche Wirtschaftswissenschaftlerin und Hochschullehrerin
- Jim True-Frost (* 1966), US-amerikanischer Schauspieler
- Joel Frost (1765–1827), US-amerikanischer Politiker
- Johannes Frost († um 1403), deutscher Geistlicher, Bischof von Lebus und von Olmütz
- John Frost (Botaniker) (1803–1840), englischer Arzt und Botaniker
- John Frost (Maler) (1890–1937), US-amerikanischer Maler
- John Frost (General) (1912–1993), britischer Generalmajor und Luftwaffenoffizier
- Julie Frost (* 1970), US-amerikanische Songwriterin und Sängerin
- Julius Frost (1879–1944), deutscher Agronom

### K
- Karen Frost, US-amerikanische Biathletin
- Kate Frost (* 1980), US-amerikanische Pornodarstellerin
- Kathryn Frost (1948–2006), US-amerikanische Generalmajorin
- Ken Frost (* 1967), dänischer Radsportler
- Kid Frost (* 1964), US-amerikanischer Rapper
- Kristian Frost (* 1989), dänischer Squashspieler
- Kurt Frost (1910–nach 1969), deutscher Schauspieler und Bühnenschriftsteller

### L
- Laura Frost (1851–1924), deutsche Schriftstellerin und Frauenrechtlerin
- Lauren Frost (* 1945), US-amerikanische Schauspielerin
- Laurence H. Frost (1902–1977), US-amerikanischer Admiral
- Lee Frost (1935–2007), US-amerikanischer Filmregisseur, Drehbuchautor, Kameramann
- Leslie Frost (1895–1973), kanadischer Politiker
- Lis Frost (* 1961), schwedische Skilangläuferin

### M
- Marina Frost (* 1950), deutsche Verwaltungsjuristin
- Mark Frost (* 1953), US-amerikanischer Filmproduzent
- Mark Frost (Dartspieler) (* 1971), englischer Dartspieler

- Martin Frost (Politiker) (* 1942), US-amerikanischer Politiker
- Martin Frost (Maler) (1875–1928), deutscher Maler
- Martin Frost („The OnE“), ehemaliger Betreiber des Darknet-Markplatzes Wall Street Market
- Maxwell Frost (* 1997), US-amerikanischer Politiker
- Mervyn Frost (* 1947), südafrikanischer Politikwissenschaftler
- Michael Frost (* 1967), deutscher Pädagoge und Kommunalpolitiker
- Michael Frost (Theologe) (* 1961), australischer Pastor, Missiologe und Autor
- Morten Frost (* 1958), dänischer Badmintonspieler

### N
- Natasha Frost (* 1974), US-amerikanische Kriminologin,
- Nick Frost (* 1972), britischer Schauspieler

### P
- Paul Frost (Maler) (1891–1976), deutscher Maler → Paul Frost auf Marjorie-Wiki
- Paul Frost, deutscher Ansichtskartenverleger; siehe Villa Karl-Liebknecht-Straße 17 (Radebeul)#Geschichte

### R
- Richard Graham Frost (1851–1900), US-amerikanischer Politiker
- Richie Frost (1927–2023), US-amerikanischer Jazz- und Studiomusiker
- Robert Frost (1874–1963), US-amerikanischer Dichter
- Royal Harwood Frost (1879–1950), US-amerikanischer Astronom
- Rufus S. Frost (1826–1894), US-amerikanischer Politiker

### S
- Sadie Frost (* 1965), englische Schauspielerin
- Simone Frost (1958–2009), deutsche Schauspielerin

### T
- Terry Frost (1915–2003), britischer Maler
- Tim Frost (Drehbuchautor), US-amerikanischer Drehbuchautor
- Timothy Frost (* 1980), US-amerikanischer Basketballspieler
- Tom Frost (1938–2018), US-amerikanischer Kletterer

### W
- Warren Frost (1925–2017), US-amerikanischer Schauspieler und Theaterregisseur
- Wayne Frost (1963–2008), US-amerikanischer Breakdancer und Schauspieler
- Wiebke Frost (* 1962), deutsche Schauspielerin
- William Edward Frost (1810–1877), englischer Maler
- Wolfhard Frost (1931–2018), deutscher Sporthistoriker